# راهووس
راهووس (به صربی: Ораховац) شهری در منطقه جاکوویسا کشور Kosovo field (region) است که در سرشماری سال ۲۰۱۱ میلادی، ۲۳٬۷۳۶ نفر جمعیت داشته‌است.